# Västerbottens södra domsagas tingslag
Västerbottens södra domsagas tingslag var ett tingslag i Västerbottens län  som omfattade den södra delen av landskapet Västerbotten inom nuvarande Umeå kommun och den nordligaste deln av landskapet Ångermanland. Tingsställen var Vindeln och Nyåker, från 1965 Umeå, Nordmaling samt Vindeln. 
Tingslaget bildades år 1948 när  Nordmalings och Bjurholms tingslag, Degerfors tingslag slogs samman. 1965 tillfördes Umeå tingslag. Tingslaget upplöstes 1971 och övergick i Umebygdens domsaga som 1972 i delar och sedan 1982 fullt ut uppgick i Umeå domsaga.
Tingslaget ingick i Västerbottens södra domsaga, bildad 1821.

## Socknar
Västerbottens södra domsagas tingslag omfattade:

Hörde till 1948 till  Nordmalings och Bjurholms tingslag
- Bjurholms socken
- Nordmalings socken
- Hörnefors socken

Hörde till 1948 till  Degerfors tingslag
- Degerfors socken

Hörde till 1965 till  Umeå tingslag
- Holmsunds socken
- Holmöns socken
- Sävars socken
- Vännäs socken